# Colfax (Kalifornija)
Colfax je grad u američkoj saveznoj državi Kalifornija. Prema popisu stanovništva iz 2010. u njemu je živjelo 1,963 stanovnika.